# Гарен (Гронінген)
Гарен (нід. Haren, Нідерландською: [ˈɦaːrə(n)] ( прослухати)) — місто в нідерландській провінції Гронінген. Входить до муніципалітету Гронінген.
Його площа — 17,44 км², а населення станом на 2021 рік становило 12 835 осіб.
До 1 січня 2019 року мало статусу окремого муніципалітету.

## Галерея

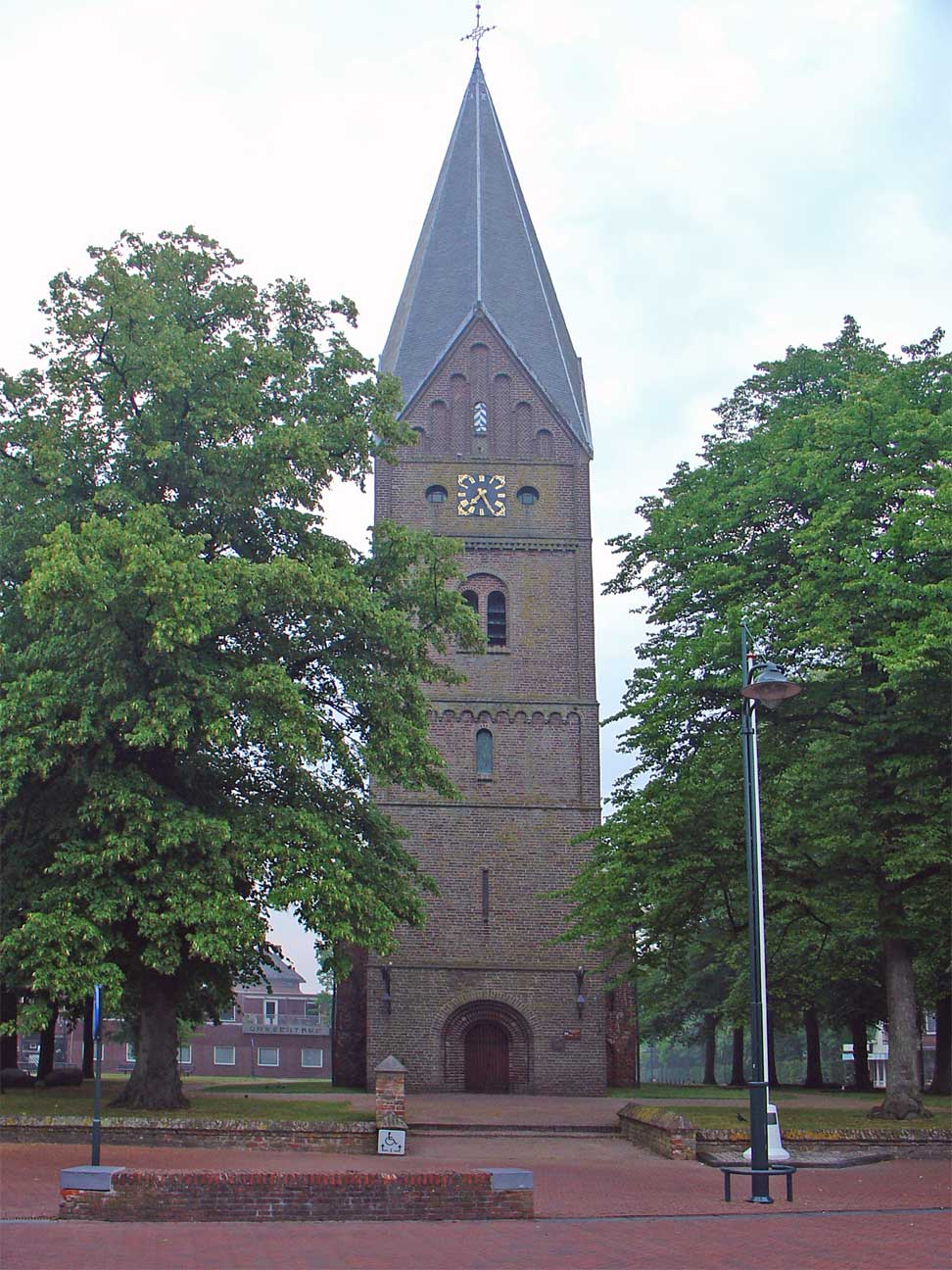
Реформістська церква св. Ніколаса
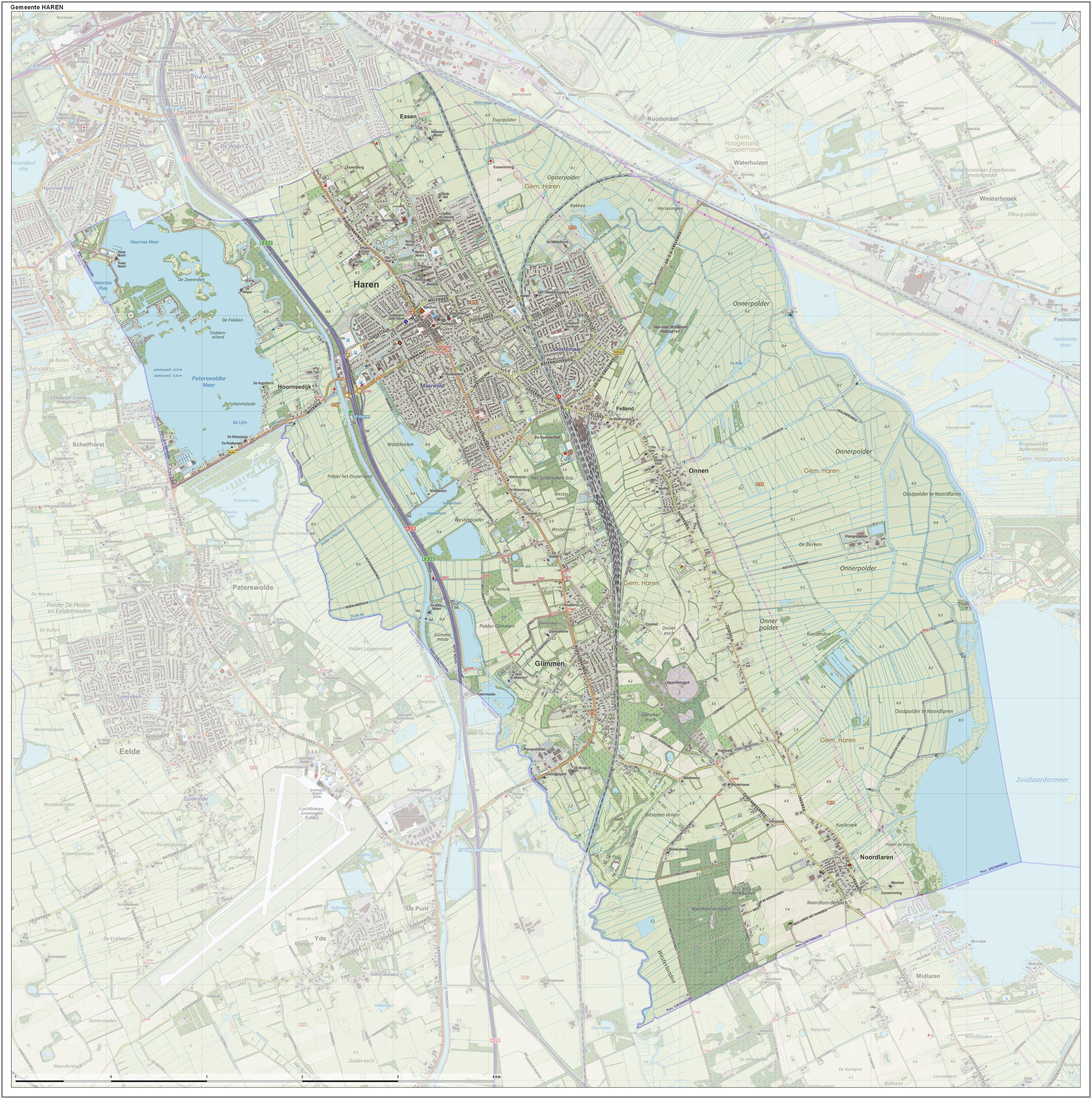
Топографічна карта Гарена, червень 2015